# Gustaaf De Smet
Gustaaf De Smet   (Mariakerke, 15 de maig de 1935 - Oostakker, 25 de maig de 2020) fou un ciclista belga, professional entre 1957 i 1968. Com a ciclista amateur va prendre part en els Jocs Olímpics d'Estiu de 1956, on disputà, sense sort, tres proves del programa de ciclisme. Com a professional, en el seu palmarès destaquen els Quatre dies de Dunkerque de 1965, el Campionat de Flandes de 1964 i la Kuurne-Brussel·les-Kuurne de 1966.

## Palmarès
- 1956
  - 1r al Tour de Flandes amateur
- 1960
  - 1r a la Copa Sels
- 1961
  - 1r al Circuit del Centre de Bèlgica
- 1962
  - 1r a la Gant-Bruges-Anvers
  - 1r als Boucles de la Lys
- 1963
  - 1r al Gran Premi de Denain
  - 1r al Nationale Sluitingsprijs
  - 1r al Circuit de les Ardenes flamenques - Ichtegem
- 1964
  - 1r al Campionat de Flandes
  - 1r al Nationale Sluitingsprijs
  - 1r al Circuit de les Regions Flamenques
- 1965
  - 1r als Quatre dies de Dunkerque i vencedor de 3 etapes
  - 1r al Gran Premi de Denain
- 1966
  - 1r a la Kuurne-Brussel·les-Kuurne
  - 1r a la Sint Martens-Lierde
- 1967
  - 1r al Circuit de les Ardenes flamenques - Ichtegem
  - 1r al Gran Premi Flandria-Zedelgem
- 1968
  - 1r al Circuit de Houtland-Torhout
  - 1r a la Brussel·les-Bievene

### Resultats al Tour de França
- 1965. Abandona (9a etapa)